# Хосе Марія Монтеалегре
Хосе Марія Монтеалегре Фернандес (ісп. José María Montealegre Fernández; 19 березня 1815 — 26 вересня 1887) — державний і політичний діяч, третій президент Коста-Рики.

## Біографія
Народився в родині Маріано Монтеалегре Бустаманте й Хероніми Фернандес Чакон. Його сестра Хероніма була дружиною Бруно Карранси, майбутнього тимчасового президента Коста-Рики.
У квітні 1840 року Монтеалегре одружився у Сан-Хосе з Анною Марією Море Поррас (1819—1854), сестрою президента Хуана Рафаеля Мори Порраса. 1 січня 1858 року він одружився вдруге з Софією Матильдою Редман.
Освіту здобував у Лондоні, а згодом зі своїм братом Маріано поїхав до Абердина, Шотландія, де обидва завершили навчання в царині гуманітарних наук у коледжі Марішаль. Невдовзі до них приєднався молодший брат Франсіско. Після закінчення коледжу 1835 року Хосе Марія переїхав до Единбурга, де навчався у приватних академіях на хірурга.
Упродовж тривалого часу Монтеалегре був далеким від політики та займався вирощуванням та експортом кави, а також завідував аптекою. 1863 року брав участь у створенні Англо-Коста-риканського банку, який протягом багатьох років був найуспішнішим у Коста-Риці.
Монтеалегре також став першим лікарем у країні, хто використав хлороформ. Під час епідемії холери 1856 року працював у шпиталі в Сан-Хосе, і до 1871 року вважався найкращим хірургом у країні.

### Президентство
Прийшов до влади в результаті військового перевороту на чолі з генералом Кіросом, але невдовзі скликав Установчі збори, які розробили ліберальну конституцію 1859 рокуа. В його адміністрації були Хосе Марія Кастро Мадріс, Хесус Хіменес Самора, Хуліан Воліо Льоренте, Анісето Есківель Саенс, Хуан Хосе Ульоа Соларес і Вісенте Агілар Куберо.
За результатами виборів, що відбулись у квітні 1860 року, Монтеалегре здобув перемогу над кандидатом від опозиції Мануелем Морою Фернандесом та був обраний конституційним президентом на період 1860—1863 років. Його адміністрація характеризувалась як прогресивна й ефективна, а державні кошти витрачались з ретельною економією. Було встановлено стандарт поштового зв'язку та поштових марок, було сплачено багато фінансових зобов'язань, що утворились через видатки на війну проти Вільяма Вокера.
Після виходу у відставку Монтеалегре продовжував брати активну участь у політичному житті країни. Він був сенатором від Сан-Хосе, президентом Сенату та членом Установчих зборів 1869 року.

### Добровільне вигнання та смерть
Через опозицію до президента Томаса Ґвардії Ґутьєрреса 1872 року Монтеалегре разом з родиною виїхав до Каліфорнії й більше на батьківщину не повертався. Він помер у Сан-Хосе (Каліфорнія) 26 вересня 1887 року. 1978 року його рештки повернули до Коста-Рики.